# Yi Siling
Yi Siling (Cantão, 6 de maio de 1989) é uma atiradora olímpico chinesa, campeã olímpica.

## Carreira
Yi Siling representou a China nas Olimpíadas, de 2012 e 2016, conquistou a medalha de ouro na pistola de ar 10m, em 2012. E bronze no Rio em 2016.